# Juan Bautista Molina
Juan Bautista Molina (Ciudad de Salta, 29 de agosto de 1882 - Ciudad de Buenos Aires, 17 de septiembre de 1963) fue un militar argentino que acompañó a José Félix Uriburu en la organización de la Revolución de 1930 y destacó como líder de varios movimientos de extrema derecha en la década de 1930.

## Trayectoria
Molina creció en La Caldera, un pequeño pueblo de la provincia de Salta. En su juventud dudó entre dedicarse a la vida eclesiástica o la vida militar. Finalmente se inclinó por esta última opción, incorporándose al Ejército Argentino como soldado voluntario en 1898.
En 1902 -ya habiendo alcanzado el rango de sargento- ingresó a la recientemente creada Escuela de Aspirantes a Oficiales, una institución que tenía por objetivo profesionalizar a todos los militares que cumpliesen servicio pero que no hubiesen pasado por las aulas del Colegio Militar de la Nación. Posteriormente continuó sus estudios en la Escuela de Aplicación para Oficiales de Campo de Mayo, de donde egresó como Subteniente de Infantería, lo que le permitió seguir ascendiendo en la jerarquía. Como parte de su formación, en 1911 viajó a Alemania junto a Pedro Pablo Ramírez y otros oficiales, donde fue incorporado al Ejército Imperial Alemán. Esa experiencia lo convertiría en un ferviente germanófilo.
Tras regresar a su país a fines de 1913 sería destinado como instructor en el Colegio Militar de la Nación primero, luego en la Escuela de Tiro y más tarde en la Escuela de Suboficiales.  También fue presidente de la Subcomisión de Caballería y luego de la de Infantería del Ejército. Egresado de la Escuela Superior de Guerra en 1919, fue ascendido a Teniente Coronel en 1924. 
Durante la primera presidencia de Hipólito Yrigoyen, Molina integró la Logia General San Martín, una sociedad secreta de militares que rechazaban la politización de las Fuerzas Armadas y le exigían al gobierno que dejase de ser tan indulgente con las izquierdas que corroían a la unidad nacional. A raíz de ello en 1928, cuando Yrigoyen retornó al poder, el nuevo gobierno lo apartó del mando de tropas y lo envió a ocupar un puesto burocrático en el norte del país.
Participó en la organización y la ejecución del golpe de Estado dirigido por José Félix Uriburu en 1930, y cuando éste asumió la presidencia de facto, lo nombró Secretario General de la Presidencia, lo que significaba permanecer día y noche en la Casa Rosada atendiendo los asuntos que fuesen surgiendo.
En mayo de 1931, Uriburu fundó la Legión Cívica Argentina, cuyo jefe nominal era el doctor Floro Lavalle. No obstante, desde su mismo nacimiento, la organización del movimiento estaba a cargo de los tenientes coroneles Emilio Kinkelín y Juan B. Molina. Se trataba de una organización dedicada a organizar desfiles, disolver a golpes las movilizaciones de los partidos democráticos y los sindicatos, y preparar sus miembros para la toma completa del Estado nacional.  Fue reconocida como entidad política el 20 de mayo de 1931, siendo la única autorizada a funcionar durante el gobierno de facto y recibió personería jurídica el 11 de enero de 1932. Los miembros del movimiento fueron autorizados a recibir entrenamiento militar. Uriburu los bautizó como los  “Camisas negras argentinos”, siguiendo la base de las milicias de combate voluntarias de Benito Mussolini. La Legión se declaró integrada por "hombres patriotas" que encarnaran "el espíritu de la revolución de septiembre y que estuvieran moral y materialmente dispuestos a cooperar en la reconstrucción institucional del país". La Legión fue la organización nacionalista más grande de Argentina a principios de la década de 1930. .
Fue posteriormente presidente de la Comisión de Adquisiciones en el Extranjero, cargo que lo llevó a un viaje a Bruselas y a París. Estando en Europa fue nombrado agregado militar a la legación en Berlín (Alemania), en la época del encumbramiento de Adolf Hitler, aunque muy pronto regresó a la Argentina.
Participó en varias conspiraciones de grupos nacionalistas de derecha para derrocar al gobierno del presidente Agustín P. Justo, encumbrado mediante la proscripción de la Unión Cívica Radical y el fraude electoral. Los grupos ultraderechistas no proponían el saneamiento del sistema electoral, sino su completa eliminación, reemplazándolo por régimen autoritario, de partido único, o bien corporativista. Molina pertenecía a grupos integristas católicos. Durante una manifestación ultraderechista, en 1935, Molina exigió la disolución de los tres poderes del gobierno nacional, la abolición de los partidos políticos, el establecimiento de una dictadura militar, la promulgación de la censura de la prensa, acciones para prevenir la inmoralidad y el cambio del sistema económico, que sería dirigido por una "junta consultiva" que uniese la representación de los empleadores y los trabajadores. A poco de serle confiada por el gobierno de Justo, en 1936, la Escuela de Suboficiales de Campo de Mayo, se aboca junto al Dr. Diego Luis Molinari, antiguo yrigoyenista ahora cercano a las ideas corporativistas, a planear una revolución que debía estallar ese mismo año, durante los desfiles del 9 de Julio. Para concretar el objetivo se armó una coalición de fuerzas nacionales, la Comisión Provisoria del Nacionalismo Argentino, que asumió la tarea de crear el clima revolucionario del mismo modo en que las organizaciones patrióticas lo habían creado antes del derrocamiento de Yrigoyen. Entre los participantes, además de Molina y Molinari, se contaban políticos disconformes con la gestión justista como Raymundo Meabe, Enrique Torino y Matías Sánchez Sorondo. La idea era que en Salta un grupo de políticos locales manifestasen públicamente sus simpatías hacia el movimiento nacionalista y su repudio a la democracia representativa, recibiendo la adhesión de los militares que poblaban los cuarteles de la región. De esa manera -confiando en que se produciría una reacción en cadena en las provincias cercanas- todo el norte argentino se alzaría en contra de Justo, poniéndolo en la disyuntiva entre sacrificar vidas en una guerra civil o dimitir para favorecer el recambio de liderazgo. Molina, como jefe revolucionario, pensaba en designar como presidente a Carlos Ibarguren, para que dirigiera un gobierno de transición que allanase el camino al surgimiento del régimen corporativo.  
Quizás alertado sobre aquellos planes revolucionarias, el 20 de junio de 1936 el presidente Justo decide apartarlo sorpresivamente de la Escuela de Suboficiales, a fin de poner en ese cargo al coronel Santos Rossi, su ayudante de campo y hombre de confianza. Molina es nombrado entonces  director general de Ingenieros del Ministerio de Guerra, cargo en apariencia muy importante pero en realidad inocuo.
En 1937 es ascendido al rango de General de Brigada; y en junio de ese mismo año fue elegido presidente del Círculo Militar, siendo su compañero de fórmula Cnel. Juan Sanguinetti que, recién llegado de la embajada argentina en Berlín, donde se había desempeñado como agregado militar, era también conocido por su identificación con el nacionalsocialismo -al que consideraba la única alternativa eficaz contra el comunismo-, e incluso con los postulados antisemitas del mismo. En las elecciones de septiembre de ese año algunas pequeñas agrupaciones políticas como el partido Defensa Provincial-Bandera Blanca le ofrecieron la candidatura a presidente, con el marino Carlos Daireaux, director del Círculo Naval, como vicepresidente. De todos modos Molina no aceptó la candidatura y en su lugar apoyó a Diego Luis Molinari, candidato del Partido Radical que apenas obtuvo el 0,13% de los votos. Posteriormente se acercarían a él Juan Queraltó y Alberto Bernaudo para ofrecerle el puesto simbólico de Jefe Supremo de la Alianza de la Juventud Nacionalista, cargo que Molina aceptó, llegando incluso a escribir la letra de "El clarín suena", la marcha de la organización que había compuesto el músico Arnold E. González.
En su carácter de presidente del Círculo Militar, dio la bienvenida al presidente Roberto Marcelino Ortiz en el banquete anual de las Fuerzas Armadas del 7 de julio de 1938, oportunidad en la cual pronunció un discurso en el que exaltaba la revolución de 1930, que fue observado por el primer mandatario en el sentido de que las fuerzas armadas debían más bien abocarse al cumplimiento de sus tareas profesionales. Sumándose a estas tensiones el que, pocos días después, Molina entraba en contacto con algunos dirigentes de la oposición sin dar previo aviso al presidente, Ortiz decidió separarlo de su cargo de director general de Ingenieros y pasarlo a situación de disponibilidad.  Pocos meses después, prefirió solicitar el retiro antes que aceptar un mando en Bahía Blanca, ciudad muy alejada de la política y las posibilidades de Buenos Aires.
En 1941 organizó un golpe de Estado que debía estallar la mañana del 14 de febrero. El motivo era la posición vacilante de Argentina ante la Segunda Guerra Mundial. Su temor era que el gobierno ordenase romper la neutralidad para entrar en el conflicto bélico al lado de Francia y el Reino Unido. Molina se puso al mando de la Escuela de Caballería[cita requerida]. Su principal colaborador sería el teniente coronel Urbano de la Vega, que tenía que hacer de enlace entre el movimiento revolucionario y la oficialidad joven. Los coroneles Eduardo Lonardi y Fortunato Giovannoni manifestaron su voluntad de unirse a la conspiración, lo que significaba contar con una fuerza capaz de controlar velozmente a la ciudad de Buenos Aires.  entre los juramentados también estaban, aparentemente, el por entonces comandante de la escuela de Infantería, el teniente coronel Franklin Lucero, y el de la escuela de Artillería el teniente coronel Joaquín Sauri (aunque el primero desmentiría más adelante, ya siendo ministro de guerra de Perón, la vinculación de ambos oficiales con aquel movimiento.). Además, conspiraba en forma paralela contra el gobierno un grupo liderado por el general Benjamín Menéndez. También se habían organizado comandos civiles nucleados por la Alianza de la Juventud Nacionalista, a la cual pertenecía Molina, quién contaba nuevamente, como en la intentona del 36, con la colaboración del Dr. Diego Molinari. Como en su intento anterior, el plan de Molina era completar la maniobra derrocadora y colocar a un político al frente de un gobierno provisorio (en este caso el candidato que el militar tenía en mente era Amadeo Sabattini, un yrigoyenista que acababa de dejar la gobernación de Córdoba). El golpe fracasó cuando, en medio de la noche, se presentó a una inspección sorpresiva el secretario de Guerra, general Juan Nerón Tonazzi. Horas más tarde, el ministro de Guerra, Carlos Márquez, le ordenó pedir su pase a retiro, que le fue otorgado de inmediato. También fue expulsado de la Alianza de la Juventud Nacionalista, pero continuó en contacto con líderes nacionalistas, ya exclusivamente del ámbito militar, tales como Eduardo Lonardi, Fortunato Giovannoni y los hermanos de la Vega.
Durante el gobierno de Ramón S. Castillo se reunió varias veces con el presidente, ostentando el supuesto cargo de Jefe del Movimiento de la Alianza de la Juventud Nacionalista, (de la cual supuestamente había sido expulsado y en la cual ejercía cada vez menos influencia). Aun así, en 1943 dirigió una manifestación de los grupos de ultraderecha en Buenos Aires, protestando contra la actitud de la presidencia de Ramón S. Castillo, que conservaba la neutralidad durante la Segunda Guerra Mundial. Los manifestantes exigían la incorporación del país al Eje y gritaron consignas, antiestadounidenses, antibritánicas, además de reclamar "¡Muerte a los judíos!" La respuesta del gobierno fue pasar a Molina —retirado de hecho del Ejército desde 1939— a retiro militar ese mismo año.
El fracaso del movimiento golpista obligó a Molina a blanquear sus intenciones de presionar a Castillo. Por ese motivo en julio de 1941 creó al Consejo Superior del Nacionalismo, al cual adhirieron personalidades como Ramón Doll, Ricardo Font Ezcurra, Teótimo Otero Oliva, José María Rosa, Abelardo R. Rossi, Emilio Samyn Ducó, Carlos R. Ribero, David Uriburu, Marcelo de Lezica, Natalio Mascarello, Horacio Stegmann y Luis P. Varangot entre otros. Sin embargo el CSP fue acusado por la Comisión Especial Investigadora de Actividades Antiargentinas de ser una organización paramilitar y fue prohibido a causa de ello.
Molina terminaría acercándose a Manuel Fresco, antiguo gobernador de la provincia de Buenos Aires. A principios de 1943 se realizó el Congreso de la Recuperación Nacional, que tuvo por objetivo reunir a militantes nacionalistas de diversas extracciones para definir una candidatura presidencial para las elecciones de ese año. Molina fue uno de los nombres propuestos, pero la diversidad de opinión hizo que al final no se llegara a un consenso unificado.
La Revolución de 1943 dejó sin efecto la instancia electoral. Dado que varios de los oficiales que habían realizado el golpe de Estado habían sido cercanos a Molina, se especuló con que los hombres del GOU ubicarían al General en el sillón presidencial. Sin embargo optaron por darle el puesto a alguien que no estuviese sindicado internacionalmente como un simpatizante del Eje, por lo que terminaron eligiendo a su amigo Pedro Pablo Ramírez. 
Molina apoyó el proceso revolucionario durante la década de 1940, pero le costó asimilar el ascenso de Juan Domingo Perón al poder. Si bien lo apoyó durante la campaña electoral de 1946, la desconfianza que sentía hacia el régimen peronista fue creciendo con los años, hasta que en 1951 se alió con el general Benjamín Menéndez para organizar una revolución nacionalista que desplazase a Perón del gobierno. Las maniobras golpistas se desarrollaron a fines de septiembre de ese año, siendo finalmente contenidas por las fuerzas leales al gobierno. Como consecuencia muchos oficiales fueron encarcelados, en tanto que otros -como Molina- fueron expulsados de las Fuerzas Armadas.
Cuatro años más tarde participaría a pedido de Lonardi del levantamiento de la base de Mar del Plata durante el golpe de Estado de 1955 Molina celebró el derrocamiento de Perón en septiembre de ese año. Como reconocimiento a su larga lucha, el nuevo gobierno lo reincorporó al Ejército Argentino, restituyéndole el rango que ostentaba y el salario que recibía como oficial retirado.
Falleció en Buenos Aires el 17 de septiembre de 1963